# Euempheremyia albuquerquei
Euempheremyia albuquerquei là một loài ruồi trong họ Tachinidae.